# Chu Minh (xã)
Chu Minh là một xã thuộc huyện Ba Vì, thành phố Hà Nội, Việt Nam.
Xã Chu Minh có diện tích 5,03 km², dân số năm 1999 là 6.625 người, mật độ dân số đạt 1.317 người/km².